# Lewis Edson Waterman
Lewis Edson Waterman (20 de noviembre de 1837 – 1 de mayo de 1901), nacido en Decatur, estado de Nueva York, inventó la pluma estilográfica con sistema de alimentación por capilaridad y fue el fundador de la empresa fabricante de plumas Waterman Pen Company.
A finales del siglo XIX L.E. Waterman, un agente de seguros, perdió un suculento contrato por culpa de una pluma estilográfica defectuosa.
A raíz de esta experiencia nefasta, L.E. Waterman decidió intentar producir una pluma estilográfica que eliminara el principal problema de las existentes entonces, los continuos borrones. Se puso a trabajar en el taller de su hermano Frank y dio con un nuevo sistema de llenado mediante ranura lateral, basado en la acción capilar, cuya aplicación permitía que la tinta fluyera al plumín de modo constante, eliminando el molesto goteo al escribir y haciendo de las plumas objetos prácticos y fiables. 
Waterman patentó su nueva pluma estilográfica en 1884. Empezó a vender sus plumas estilográficas en un estanco, dando cinco años de garantía para las mismas a sus clientes. En 1899 abrió una fábrica en Montreal, Canadá, en la que producía diseños variados. Sus plumas fueron un éxito y, en pocos años, la Waterman Pen Company se convirtió en una gran empresa.
Tras la muerte del fundador en 1901, su sobrino Frank D. Waterman se hizo cargo de la compañía, implantándola en el extranjero y aumentando las ventas hasta alcanzar las 350.000 plumas al año.
En 2006, L.E. Waterman fue incluido en el Inventors Hall of Fame (enlace roto disponible en Internet Archive; véase el historial, la primera versión y la última). (Museo Nacional de los Grandes Inventores).